# Auckland University of Technology
Die Auckland University of Technology (Maori Te Wānanga Aronui o Tāmaki Makau Rau) ist eine Universität in Auckland, Neuseeland.
Der Hauptcampus liegt an der Wellesley Street in der Stadtmitte Aucklands, in unmittelbarer Umgebung der Universität Auckland. In Akoranga in unmittelbarer Nähe der Auckland Harbour Bridge hat die TU Auckland einen zweiten Campus.
Im Jahr 2005 waren 22.111 Studenten an der Hochschule eingeschrieben.

## Geschichte
Im Jahre 1895 wurde die Auckland Technical School gegründet, die Abendkurse anbot. 1913 wurde sie in Seddon Memorial Technical College umbenannt und 1960 in Auckland Technical Institute (ATI). 1989 ging daraus das Auckland Institute of Technology (AIT) hervor. 2000 wurde der Hochschule der Universitätsstatus verliehen und sie nahm ihren heutigen Namen an.

## Fakultäten
Die AUT besteht aus fünf Fakultäten:
- Angewandte Geisteswissenschaften
- Wirtschaft
- Design und Gestaltungstechniken
- Gesundheits- und Umweltwissenschaften
- Māori-Studien